# Hans Günter Engel
Hans Günter Engel (* 31. Januar 1951 in Völklingen) ist ein Brigadegeneral a. D. des Heeres der Bundeswehr. In seiner letzten Verwendung war er Kommandeur der Infanterieschule in Hammelburg und damit General der Infanterie.

## Leben

### Militärische Laufbahn

#### Ausbildung und erste Verwendungen
Nach dem Abitur trat Engel zum 1. Juli 1971 als Offizieranwärter in den Dienst der Bundeswehr. Bis 1973 wurde er beim Jägerbataillon 471 in Bexbach zum Jägeroffizier ausgebildet. Von 1973 bis 1974 absolvierte er den 36. Offizierlehrgang an den Heeresoffizierschulen III in München und I in Hannover und an der Infanterieschule in Hammelburg. Im Anschluss daran wurde er wieder zum Bexbacher Bataillon versetzt, wo er von 1974 bis 1979 als Zugführer in der 2. Kompanie eingesetzt war. Von 1979 bis 1983 war Hauptmann Engel als Kompaniechef eingesetzt und befehligte in Wentorf die 5. Kompanie des Jägerbataillons 162 (nach der Umbenennung: Panzergrenadierbataillon 162).

#### Dienst als Stabsoffizier
Von 1983 bis 1985 absolvierte Engel den 26. nationalen Generalstabslehrgang (LGAN) an der Führungsakademie der Bundeswehr in Hamburg und wurde hiernach zum Major befördert. Im Anschluss an diese Ausbildung wurde er nach Calw versetzt, wo er unter dem Kommando von Godehard Schell bis 1987 im Stab der Luftlandebrigade 25 als Logistikstabsoffizier (G4) diente. Von 1987 bis 1989 war Engel im Bonner Bundesministerium der Verteidigung im Führungsstab des Heeres (FüH III 2) als Referent eingesetzt. Es schloss sich von 1989 bis 1991 eine Verwendung im Hauptquartier der NATO Central Army Group (CENTAG) in Heidelberg an, wo Engel als Operationsstabsoffizier (G3) diente.
1991 übernahm Oberstleutnant Engel schließlich das Kommando über das Fallschirmjägerbataillon 273 in Iserlohn und führte dieses bis 1993. Von 1993 an war Engel dann in der Ausbildung eingesetzt. An der Führungsakademie war er bis 1995 Dozent für Truppenführung und Tutor des nationalen Generalstabslehrganges (LGAN). Ab 1995 übernahm er die Lehrgangsleitung und hatte diese bis 1998 inne.
1998 wurde Oberst Engel nach Sigmaringen versetzt, wo er bis 2001 als Chef des Stabes des Wehrbereichs V/10. Panzerdivision unter dem Kommando von Karl-Heinz Lather diente. Während dieser Verwendung absolvierte er im Jahre 2000 seinen ersten Auslandseinsatz im Rahmen der SFOR in Bosnien und Herzegowina und war dort Befehlshaber des 1. deutschen Kontingents in Rajlovac.
Von 2001 bis 2002 war er abermals im Führungsstab des Heeres eingesetzt, wo er unter dem Chef des Stabes Rolf Bernd das Referat Heeresentwicklung leitete.
Am 12. September 2002 übernahm Engel von seinem Führungsakademie-Jahrgangskameraden Carl-Hubertus von Butler das Kommando über die Luftlandebrigade 31 in Oldenburg und führte diese ein Jahr lang. Dieses Kommando gab er im September 2003 an Rainer Hartbrod ab. Von 2003 bis 2006 war Engel dann beim Heeresamt in Köln unter dem Kommando von Jürgen Ruwe und Wolfgang Korte Beauftragter SASPF und damit verantwortlich für die Einführung von standardisierter Software für Verwaltungszwecke.

#### Dienst im Generalsrang
Am 29. April 2006 übernahm Engel im Heeresamt die Abteilung IV Organisation und führte diese bis 2010. In dieser Verwendung wurde er zum Brigadegeneral ernannt. Am 13. April 2010 übernahm Engel schließlich von Josef Blotz das Kommando über die Infanterieschule in Hammelburg und war zugleich bis Mai 2013 General der Infanterie.

### Privates
Engel ist verheiratet und hat zwei Kinder.